# Municipio de Vinton (Nebraska)
El municipio de Vinton (en inglés: Vinton Township) es un municipio ubicado en el condado de Valley en el estado estadounidense de Nebraska. En el año 2010 tenía una población de 84 habitantes y una densidad poblacional de 0,91 personas por km².

## Geografía
El municipio de Vinton se encuentra ubicado en las coordenadas 41°31′28″N 99°2′21″O / 41.52444, -99.03917. Según la Oficina del Censo de los Estados Unidos, el municipio tiene una superficie total de 92.5 km², todos ellos de tierra firme.

## Demografía
Según el censo de 2010, había 84 personas residiendo en el municipio de Vinton. La densidad de población era de 0,91 hab./km². De los 84 habitantes, el municipio de Vinton estaba compuesto por el 100 % blancos.